# Pilea gyrophylla
Pilea gyrophylla är en nässelväxtart som beskrevs av Ignatz Urban. Pilea gyrophylla ingår i släktet pileor, och familjen nässelväxter. Inga underarter finns listade i Catalogue of Life.